# Cordia cymosa
Cordia cymosa là loài thực vật có hoa trong họ Mồ hôi. Loài này được (Donn.Sm.) Standl. mô tả khoa học đầu tiên năm 1938.